# Lista de unidades do SESC em São Paulo
A lista de unidades do Sesc em São Paulo reúne as unidades destinadas à cultura geridas pelo Serviço Social do Comércio no Estado de São Paulo. Mesmo sendo uma instituição privada, o Sesc SP organiza diversas atividades de interesse público em suas unidades, tendo relevância como equipamentos de lazer.  
Além de suas atividades culturais, diversas unidades trazem interesse arquitetônico distinto, sendo temas de teses acadêmicas e objetos de tombamento.
A lista de unidades do Sesc São Paulo está em constante crescimento, com 8 novas unidades projetadas na Grande São Paulo  e outras 3 em outras cidades do estado entre 2023 e 2033.
Em dezembro de 2024, o Sesc SP contabilizava 43 unidades.

## Litoral e interior do estado
- SESC Araçatuba[2]
- SESC Araraquara
- SESC Bauru[2]
- SESC Bertioga[2]
- SESC Birigui[2]
- SESC Campinas[2]
- SESC Catanduva[2]
- SESC Franca [14]
- SESC Jundiaí [2]
- SESC Piracicaba[2]
- SESC Registro
- SESC Ribeirão Preto[2]
- SESC Rio Preto[2]
- SESC Santos[2]
- SESC São Carlos[2]
- SESC São José dos Campos[2]
- SESC Sorocaba[2]
- SESC Taubaté[2]
- SESC Thermas de Presidente Prudente

## Capital e Grande São Paulo
- SESC 14 Bis
- SESC 24 de Maio[2]
- SESC Avenida Paulista[2]
- SESC Belenzinho[2]
- SESC Bom Retiro
- SESC Campo Limpo
- SESC Carmo[2]
- SESC Casa Verde
- CPF (Centro de Pesquisa e Formação) do SESC
- CineSESC
- SESC Consolação[2]
- SESC Florêncio de Abreu
- SESC Guarulhos
- SESC Interlagos[2]
- SESC Ipiranga[2]
- SESC Mogi das Cruzes
- SESC Osasco
- SESC Parque Dom Pedro II
- SESC Pinheiros[2]
- SESC Pompeia[2]
- SESC Santana[2]
- SESC Santo Amaro[2]
- SESC Santo André[2]
- SESC São Caetano[2]
- SESC Vila Mariana[2]